# Malaxis rostratula
Malaxis rostratula är en orkidéart som beskrevs av Robert Louis Dressler. Malaxis rostratula ingår i släktet knottblomstersläktet, och familjen orkidéer.
Artens utbredningsområde är Panamá. Inga underarter finns listade i Catalogue of Life.